# 西三座门 (西长安街)
西三座门，原址位于今北京市西城区西长安街上，现已无存。

## 简介
“三座门”是”三座随墙门“的简称，是中国传统建筑形式。西长安街上的西三座门原址在今南长街南口以西的西长安街上，北京市第一六一中学门前附近。清朝北京皇城的正门是大清门，南门是天安门。大清门内是纵长形的“千步廊”广场，到天安门前向东西延伸，平面呈“T”字形，两端是长安左门和长安右门。乾隆十九年到二十五年又在东西方向上向外延拓，两端设三座门，分别称东三座门和西三座门。
《国朝宫史》卷十一载，“皇城外围墙三千三百四丈三尺九寸，有天安、东安、西安、地安四门，又，天安门外东、西、南三面围墙四百七十一丈三尺六寸，正南榜曰大清门。东为长安左门，西为长安右门，重建于乾隆十九年至二十五年，工竣，又增建长安左门外围墙一百五十五丈，长安右门外围墙一百六十七丈五尺一寸。各设三座门。”《日下旧闻考》称：“乾隆十九年，于东西长安门外增筑围墙，各设三座门。”乾隆三十二年（1767年）徐扬绘的《京师生春诗意图》上可见长安左门外已有东三座门。
东、西三座门原先均为砖石琉璃门，辟三方门。中华民国成立后的1913年，为开通长安街，将东、西三座门改建为红墙、黄琉璃瓦歇山小式顶的三孔券门，仍称东、西三座门。中华人民共和国成立后的1951年，东、西三座门拆除。